# 隆緒
隆緒（りゅうしょ）は、南北朝時代の北魏で蕭宝寅が自立し、国号を斉として建てた私年号。527年 - 528年。

## 西暦との対照表
| 隆緒 | 元年  | 2年   |
| 西暦 | 527年 | 528年 |
| 干支 | 丁未  | 戊申  |